# Rumex aquitanicus
Rumex aquitanicus är en slideväxtart som beskrevs av Karl Heinz Rechinger. Rumex aquitanicus ingår i släktet skräppor, och familjen slideväxter. Inga underarter finns listade i Catalogue of Life.